# Paolo Angelino
Paolo Angelino (Casale Monferrato, 1º gennaio 1900 – 30 novembre 1974) è stato un politico italiano.

## Biografia
Esponente piemontese del Partito Socialista Italiano, viene eletto alla Camera dei Deputati con il PSI nel 1953, confermando il proprio seggio a Montecitorio anche dopo quelle del 1958 e del 1963.
Nel gennaio 1964 è fra i promotori della scissione di sinistra che dà vita al Partito Socialista Italiano di Unità Proletaria. Termina il proprio mandato parlamentare nel 1968.